# 인천서창중학교
인천서창중학교(仁川西昌中學校)는 대한민국 인천광역시 남동구 서창동에 있는 공립 중학교이다.

## 학교 연혁
- 2008년 3월 1일 : 인천서창중학교 착공
- 2009년 2월 23일 : 인천서창중학교 설립인가
- 2009년 3월 1일 : 초대 정재규 교장 취임
- 2009년 3월 2일 : 제1회 입학식 (5학급 168명)
- 2012년 2월 10일 : 제1회 졸업식 (5학급 179명)
- 2024년 2월 7일 : 제13회 졸업식(8학급 261명)
- 2024년 3월 1일 : 제9대 김정숙 교장 취임
- 2024년 3월 4일 : 제16회 입학식(8학급 277명)

## 참고 자료
- 인천서창중학교 - 한국교육학술정보원 학교알리미

## 사진

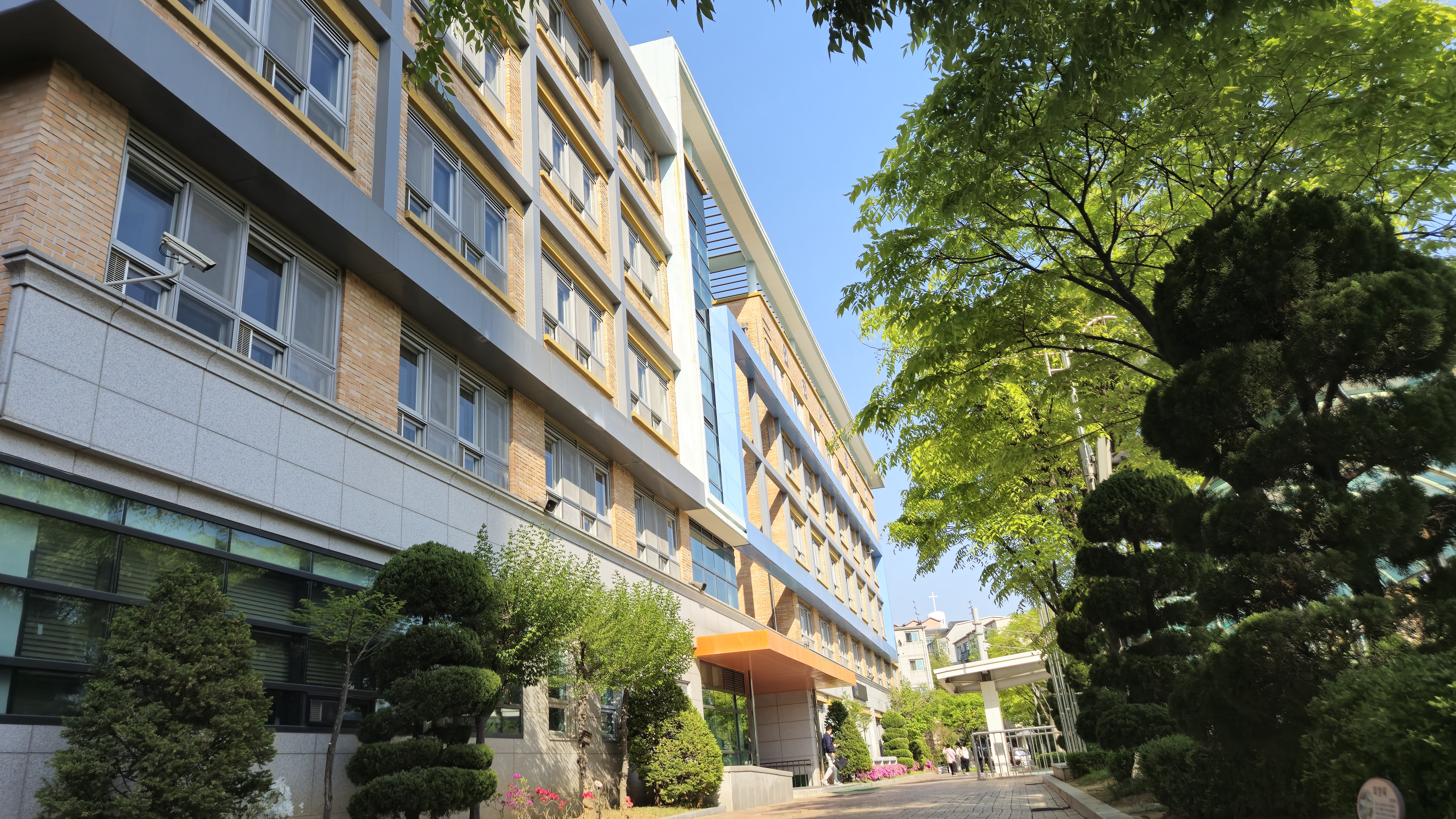
인천서창중학교 전경
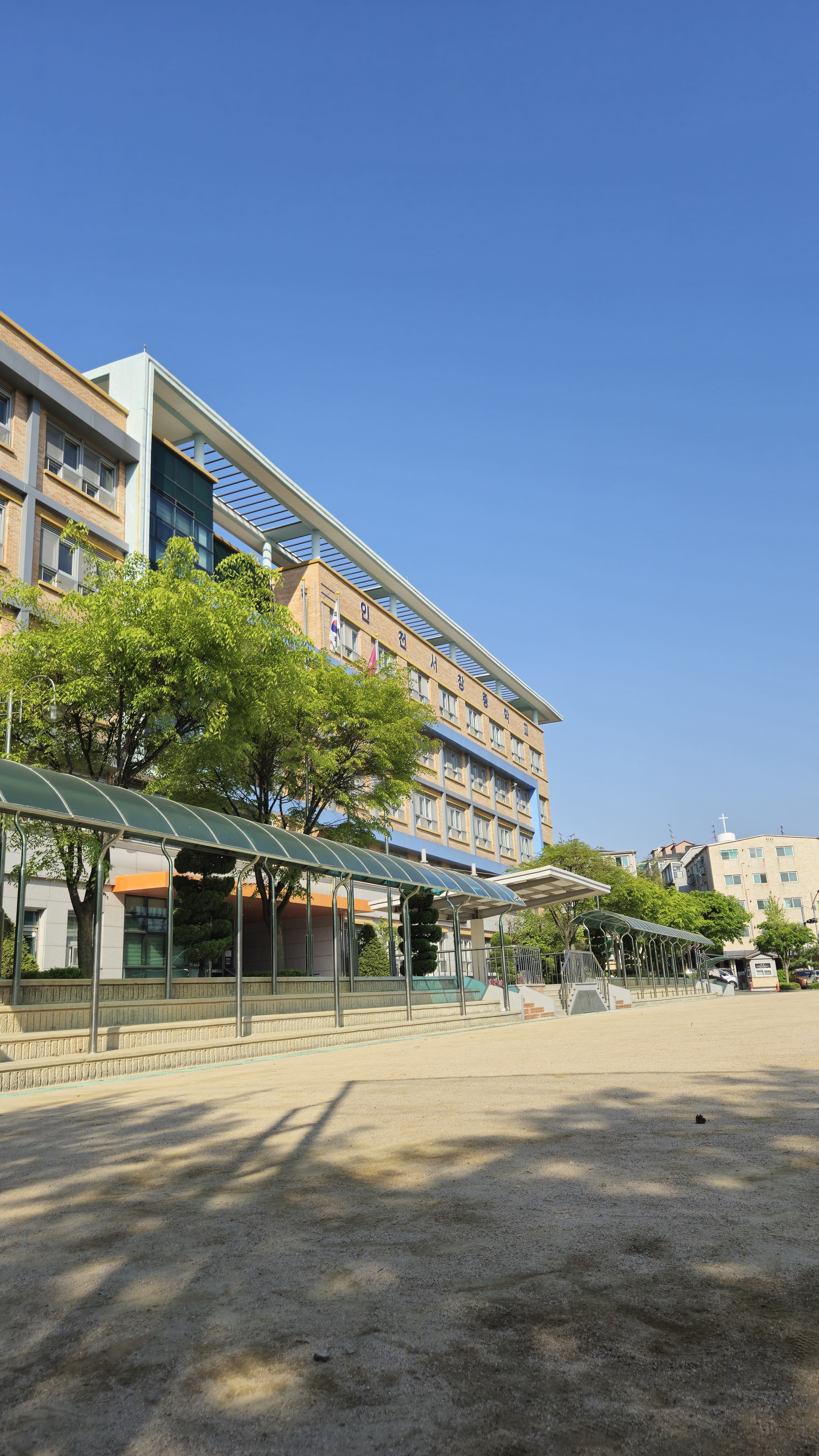
서창중학교 운동장
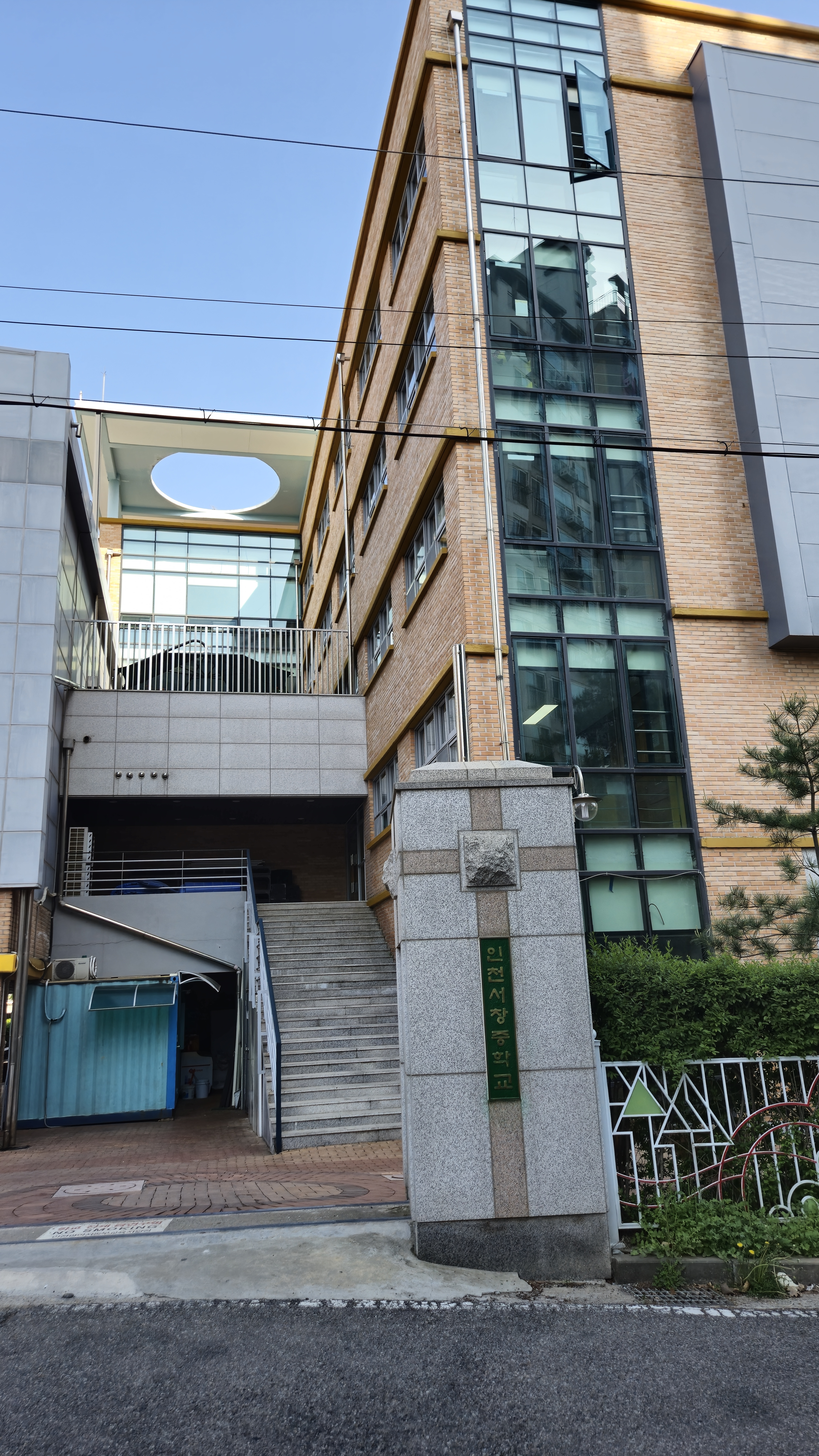
정문 현판
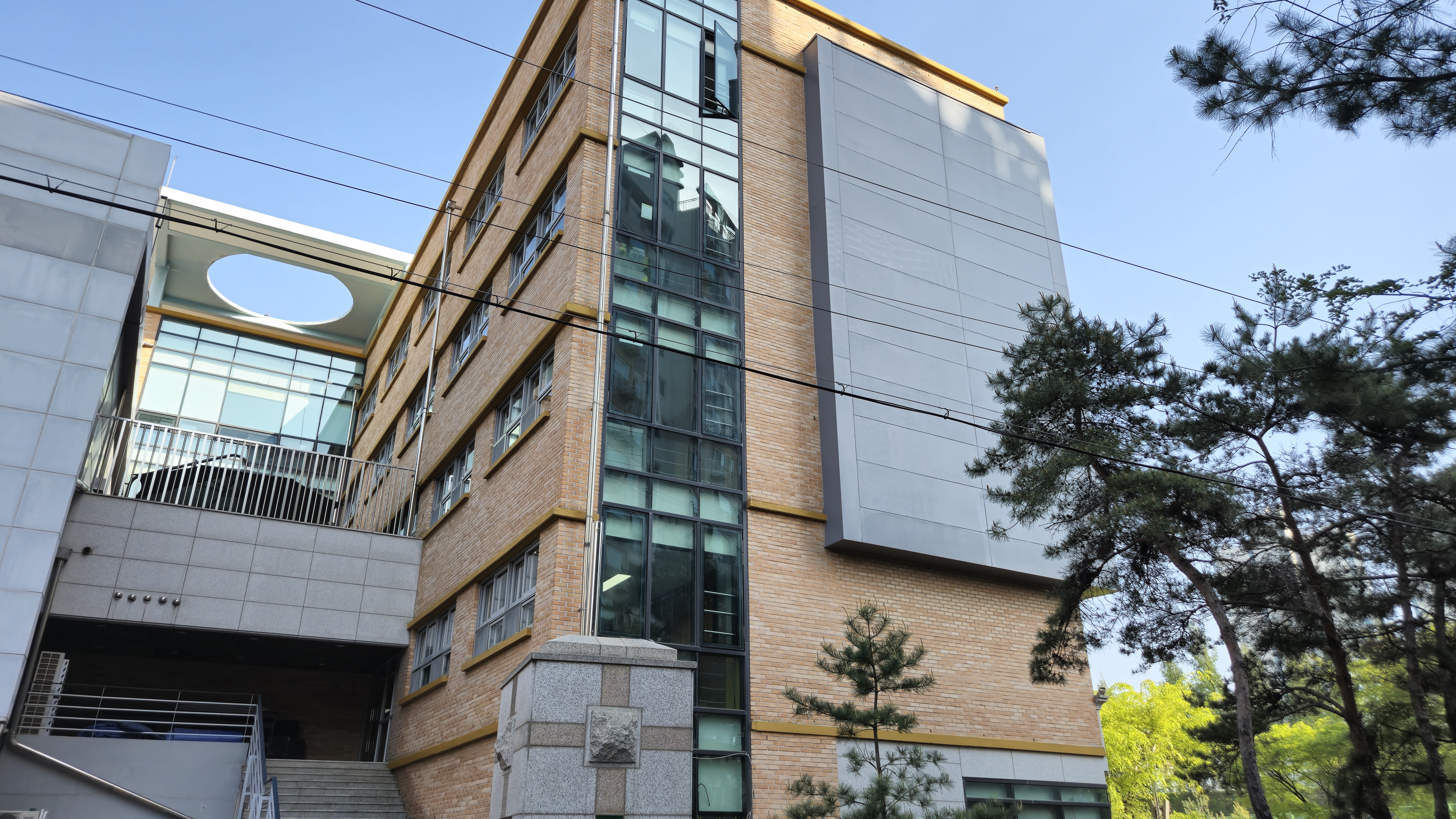
학교 건물 측면